# All Superheroes Must Die
All Superheroes Must Die, conosciuto anche come Vs, è un film del 2011 diretto da Jason Trost.